# Brentwood Park (condado de Los Ángeles)
Brentwood Park es un área no incorporada ubicada en el condado de Los Ángeles en el estado estadounidense de California.

## Geografía
Brentwood Park se encuentra ubicada en las coordenadas 34°3′18″N 118°29′17″O / 34.05500, -118.48806.